# یواس‌اس ترایتونیا (۱۸۶۳)
یواس‌اس ترایتونیا (۱۸۶۳) (به انگلیسی: USS Tritonia (1863)) یک کشتی بود که طول آن 178' بود. این کشتی در سال ۱۸۶۳ ساخته شد.